# العلاقات العراقية اللاوسية
العلاقات العراقية اللاوسية هي العلاقات الثنائية ألتي تجمع بين دولة العراقودولة ولاوس.

## مقارنة بين البلدين
هذه مقارنة عامة ومرجعية للدولتين:
| وجه المقارنة                                              | العراق                       | لاوس        |
| --------------------------------------------------------- | ---------------------------- | ----------- |
| المساحة (كم2)                                             | 437.07 ألف                   | 236.80 ألف  |
| عدد السكان (نسمة)                                         | 38.27 مليون                  | 6.86 مليون  |
| الكثافة السكانية (ن./كم²)                                 | 87.56                        | 28.97       |
| العاصمة                                                   | بغداد                        | فيينتيان    |
| اللغة الرسمية                                             | اللغة العربية، اللغة الكردية | اللغة اللاو |
| العملة                                                    | دينار عراقي                  | كيب لاوي    |
| الناتج المحلي الإجمالي (بليون دولار)                      | 197.72 مليار                 | 16.85 مليار |
| الناتج المحلي الإجمالي (تعادل القوة الشرائية) بليون دولار | 560.73 مليار                 | 38.71 مليار |
| الناتج المحلي الإجمالي الاسمي للفرد دولار أمريكي          | 4.94 ألف                     | 1.82 ألف    |
| الناتج المحلي الإجمالي للفرد دولار أمريكي                 | 15.06 ألف                    |             |
| مؤشر التنمية البشرية                                      | 0.654                        | 0.575       |
| رمز المكالمات الدولي                                      | +964                         | +856        |
| رمز الإنترنت                                              | .iq                          | .la         |
| المنطقة الزمنية                                           | ت ع م+03:00، ت ع م+04:00     | ت ع م+07:00 |

## منظمات دولية مشتركة
يشترك البلدان في عضوية مجموعة من المنظمات الدولية، منها:
| علم المنظمة | اسم المنظمة                        | تاريخ انضمام العراق | تاريخ انضمام لاوس |
| ----------- | ---------------------------------- | ------------------- | ----------------- |
|             | مؤسسة التنمية الدولية              | 29 ديسمبر 1960      | 28 أكتوبر 1963    |
|             | منظمة حظر الأسلحة الكيميائية       | ?                   | ?                 |
|             | يونسكو                             | 21 أكتوبر 1948      | 9 يوليو 1951      |
|             | الأمم المتحدة                      | 21 ديسمبر 1945      | 14 ديسمبر 1955    |
|             | وكالة ضمان الاستثمار متعدد الأطراف | 6 أكتوبر 2008       | 5 أبريل 2000      |
|             | البنك الدولي للإنشاء والتعمير      | 27 ديسمبر 1945      | 5 يوليو 1961      |
|             | مؤسسة التمويل الدولية              | 27 ديسمبر 1956      | 29 يناير 1992     |
|             | منظمة الشرطة الجنائية الدولية      | ?                   | ?                 |

## وصلات خارجية
- موقع وزارة الخارجية العراقية